# Lutherkirche (Bad Harzburg)

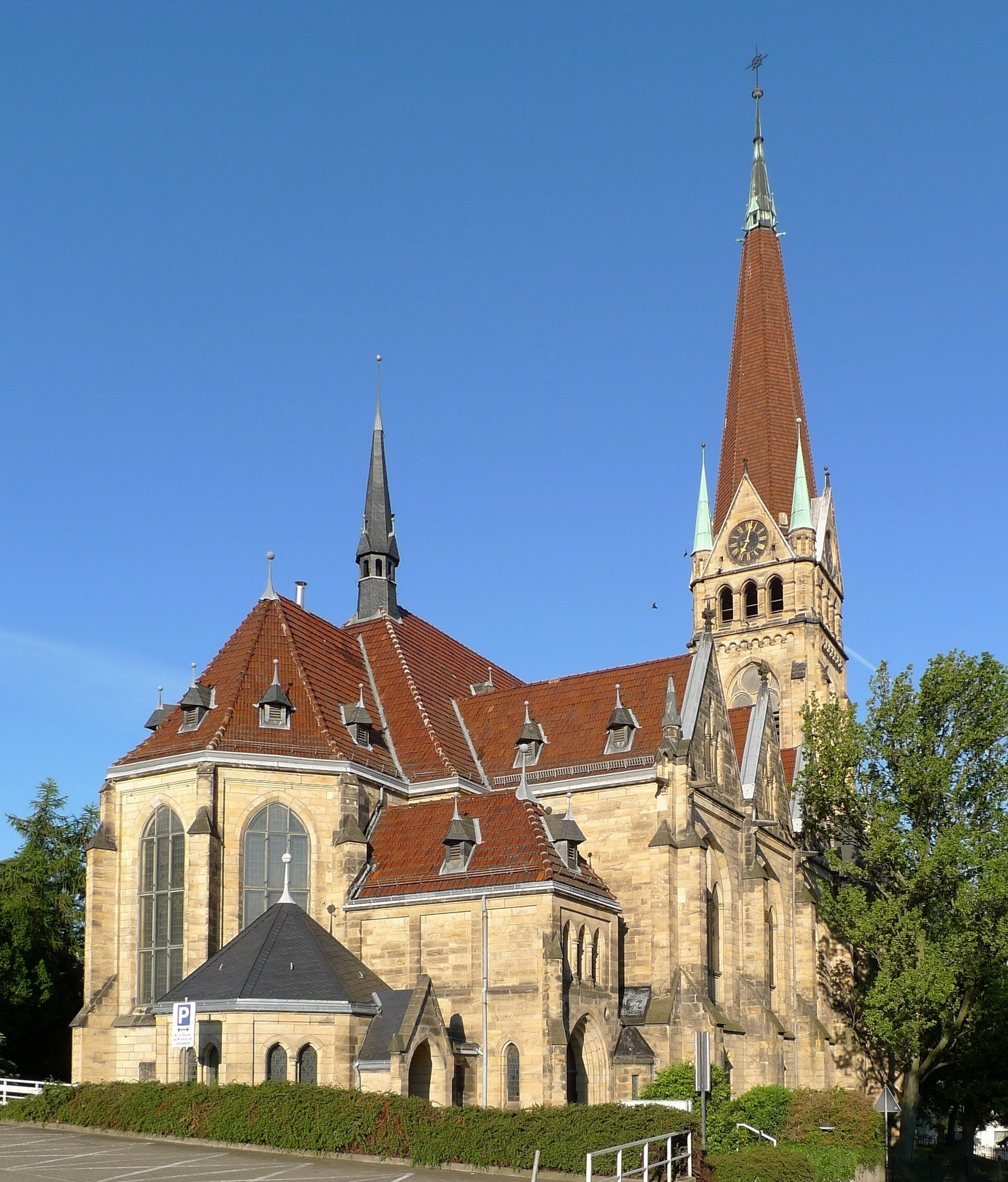
Lutherkirche von Nordosten

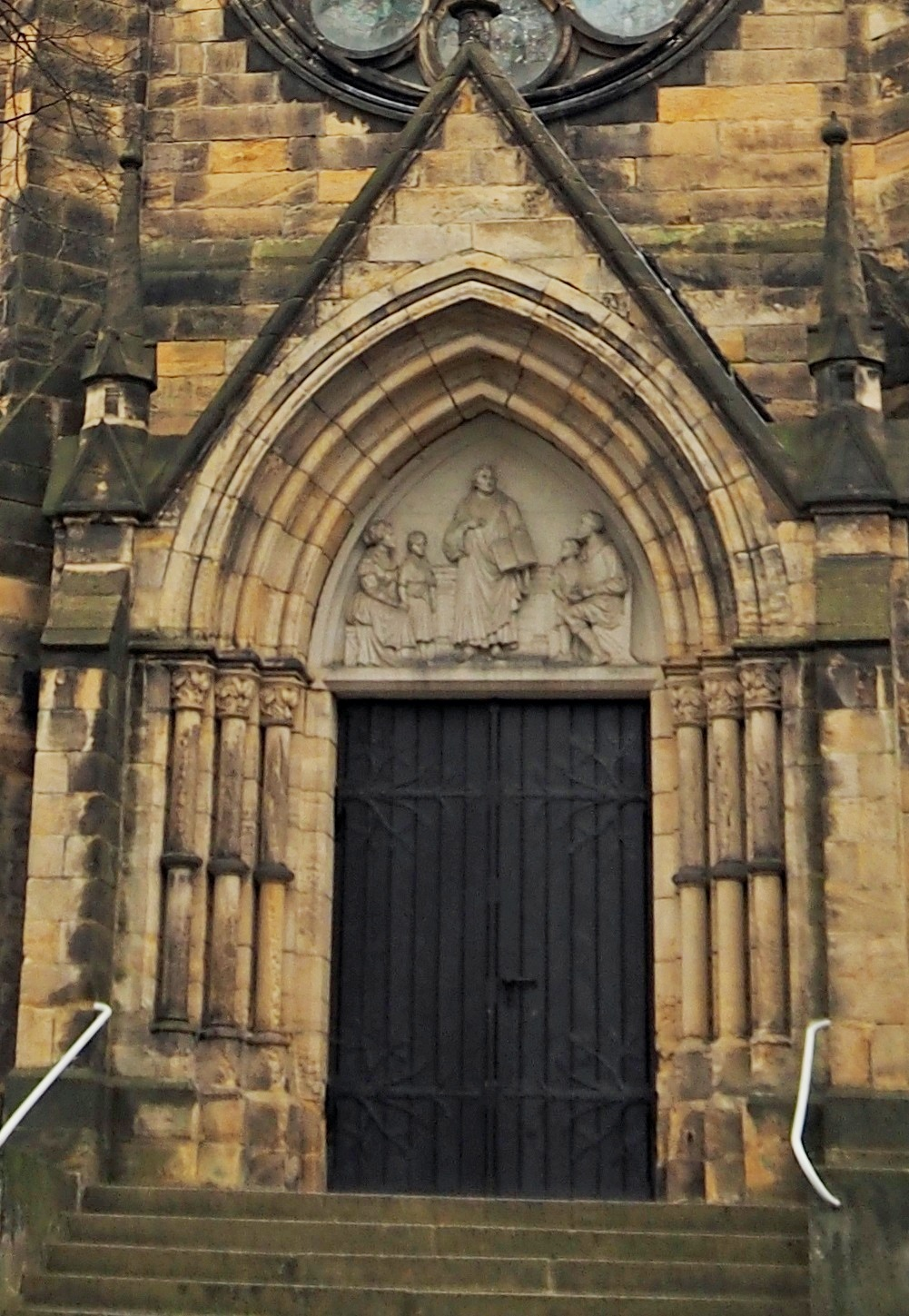
Portal mit Lutherrelief

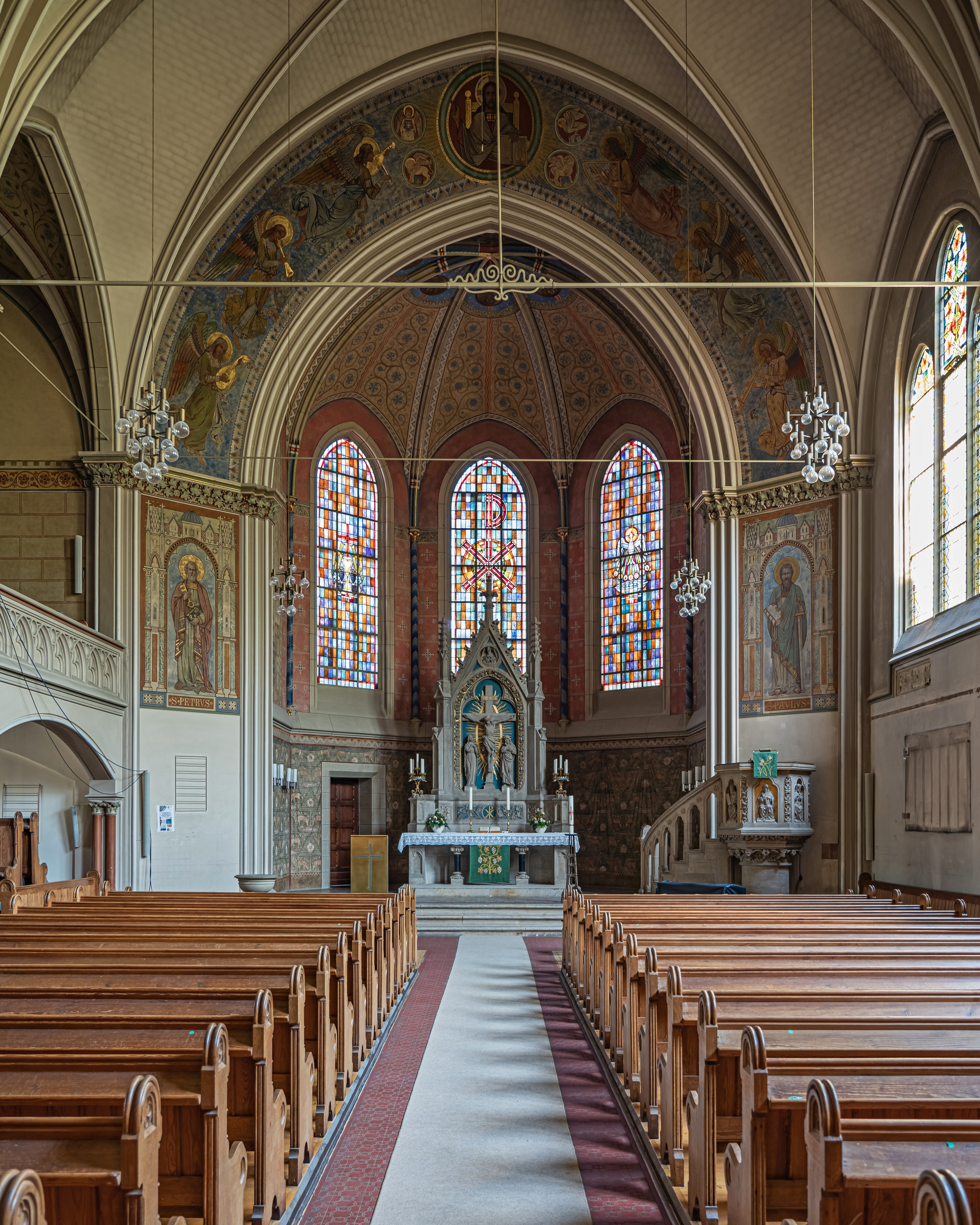
Interieur

Die Lutherkirche in Bad Harzburg ist die Kirche der evangelisch-lutherischen Gemeinde der Stadt. Sie wurde in den Jahren 1901–1903 nach Plänen des Bad Harzburger Baumeisters Gustav Heine in neugotischen Formen erbaut.

## Geschichte
Die Siedlung Neustadt am Fuß der Harzburg entwickelte sich im 13. Jahrhundert. Im 14. Jahrhundert hat bereits eine Kirche existiert. Dies ergibt sich aus einer Urkunde von 1338 über eine Schenkung des Grafen Konrad III. von Wernigerode über Land, dessen Ertrag für die Lebenshaltung des Kaplans der Kapelle auf der Harzburg bestimmt war. Dieser Kaplan musste vom Grafen zu Wernigerode im Einvernehmen mit dem Neustädter Pfarrer ernannt werden. Das Kirchenpatronat lag vom späten 15. Jahrhundert bis 1918 bei den Herzögen von Braunschweig. Die erste Kirche wurde im Dreißigjährigen Krieg in Schutt und Asche gelegt. 
Unter Herzog Julius wurde die Reformation durchgeführt. Er erteilte 1568 den Auftrag zum Bau einer neuen Kirche. Die alte Dorfkirche, deren Mauerwerk aus Bruchstein bestand, erhielt 1592 einen Kirchturm. Nach der Zerstörung im Dreißigjährigen Krieg wurde 1654 eine neue Kirche gebaut. Der Turm, der bis dahin ein Satteldach getragen hatte, bekam eine barocke Haube. Im Jahre 1863 wurde die alte Dorfkirche aufwendig repariert. Es entstand eine Fachwerkkirche auf einem Steinsockel mit Fünf-Achtel-Schluss.
Die zweite Hälfte des 19. Jahrhunderts brachte ein starkes Anwachsen des Kurbetriebs und der Bevölkerungszahl und die Entstehung der Stadt Bad Harzburg 1892/1894. Die alte Kirche wurde zu klein. Auf Antrag der Kirchengemeinde wurde 1892 vom Herzoglichen Konsistorium die Errichtung eines Kirchenbaufonds genehmigt. Für einen Neubau sollten nach Absicht des herzoglichen Konsistoriums die Pläne von Conrad Wilhelm Hase für die St.-Martini-Kirche in Rhüden übernommen werden. Die Kirchengemeinde entschied sich jedoch für eine tiefgreifende Modifikation dieses Entwurfs, mit welchem der ortsansässige Baumeister Gustav Heine beauftragt wurde. Er leitete die Bauarbeiten bis zu seinem Tod im Februar 1902.
Im Oktober 1901 wurde mit den Arbeiten am Fundament des neuen Kirchturms begonnen, die alte Dorfkirche wurde weiterhin genutzt; der erste offizielle Spatenstich erfolgte am 2. November 1901, die Grundsteinlegung wurde am 10. November gefeiert. Am 17. November wurde der letzte Gottesdienst in der alten Dorfkirche abgehalten, danach wurde sie abgerissen. Bis zur Einweihung der Lutherkirche am 29. November 1903 fanden die Gottesdienste in der städtischen Turnhalle der Höheren Töchterschule statt.
Den Zweiten Weltkrieg überstand die Kirche unbeschädigt, nur die ursprünglichen Altarfenster wurden zerstört. 1958 wurden große Teile der originalen Ausmalung einfarbig übermalt. 1987 erfolgte eine Außen- und Innensanierung. Geplant ist eine weitere Freilegung der Quensen-Malereien.

## Architektur
Die geostete zweischiffige Hallenkirche besteht aus einem Langhaus mit eingezogener, polygonaler Apsis und einem nördlichen Seitenschiff, das durch eine gemauerte Empore in zwei Geschosse geteilt ist. Alle Joche tragen Kreuzgratgewölbe, die Apsis ein Sterngewölbe. Die Fassade des Portals ist mit einer Fensterrose und einem Tympanon-Relief aufwendig gestaltet. Das Seitenschiff ist außen mit Zwerchhäusern gegliedert. Anstelle eines vierten (West-)Jochs ist der Glockenturm mit spitzer Haube auf quadratischem Grundriss eingefügt. Im Turm hängen drei Glocken aus Bronze, eine kleine, im Jahr 1674 vom Wolfenbütteler Gießer Heiso Meyer gefertigte und zwei größere, die 2010 und 2011 gegossen wurden. Letztere ersetzten die Glocken aus Stahlguss der 1920er Jahre, die an Stelle der im Ersten Weltkrieg für Kriegszwecke abgelieferten Bronzeglocken angeschafft wurden. Die Stahlguss-Glocken sind vor dem Portal aufgestellt.

## Ausstattung

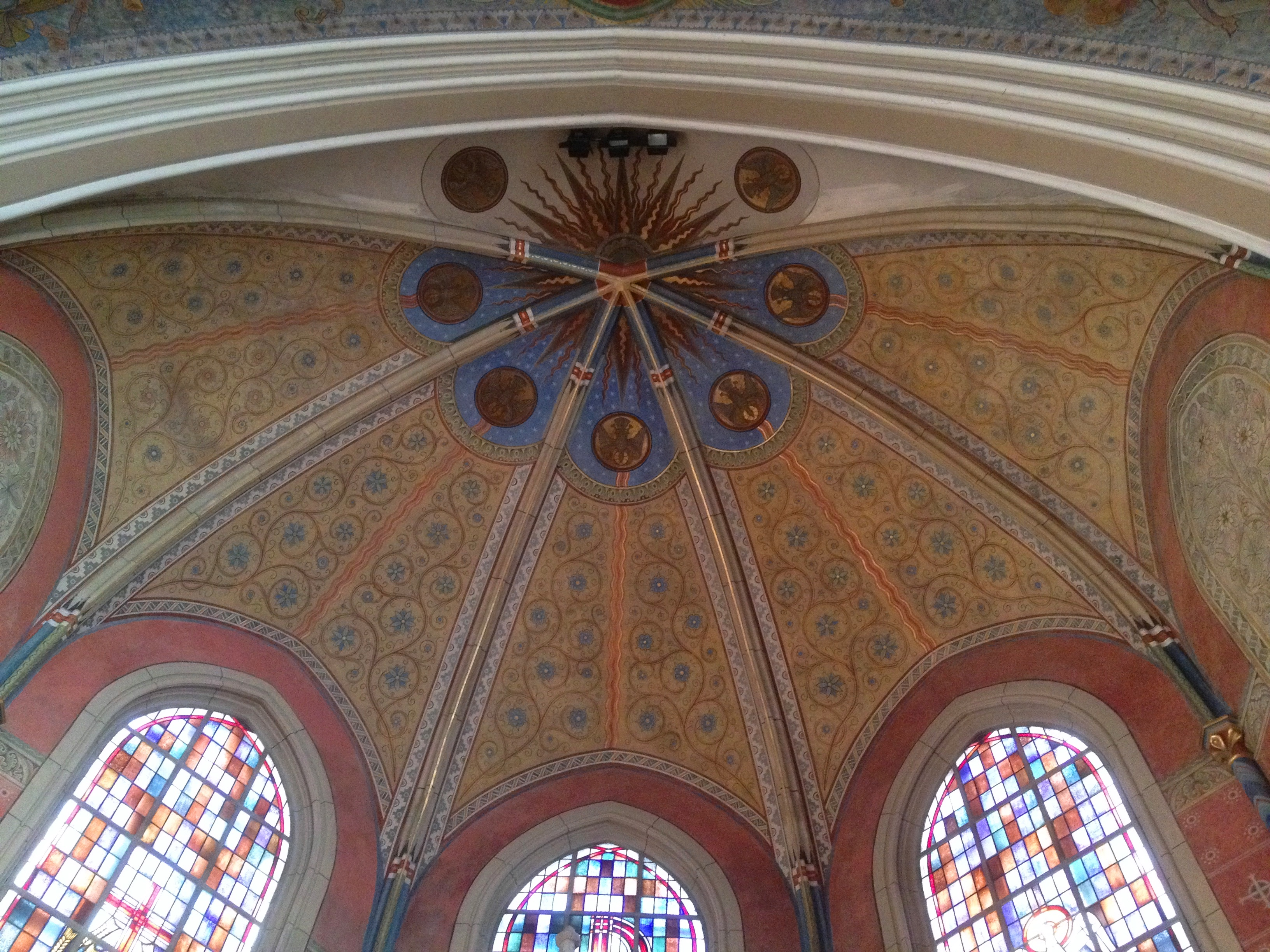
Apsisgewölbe

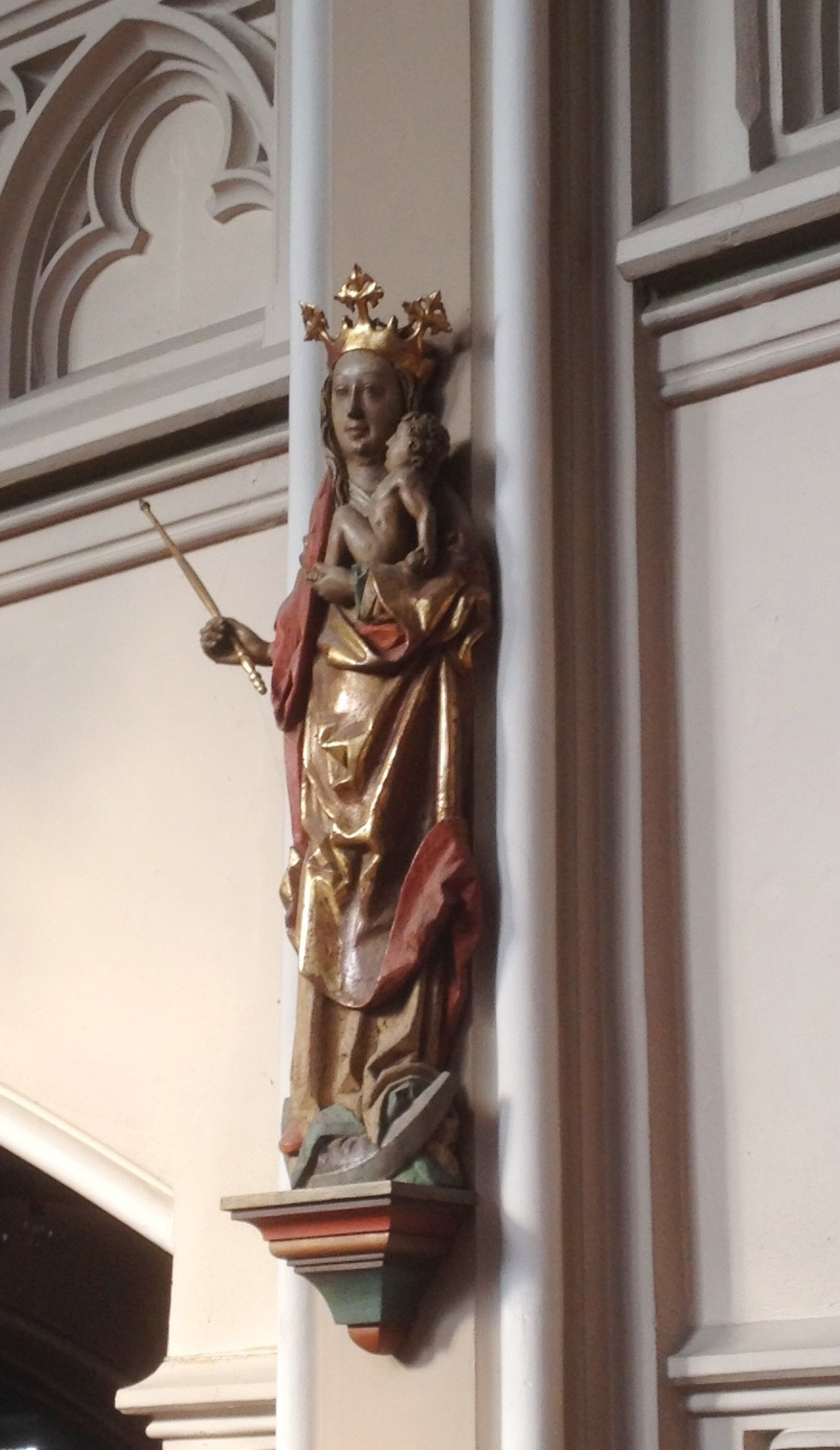
Mondsichelmadonna, um 1500

Aus der vorreformatorischen Pfarrkirche sind zwei Schnitzarbeiten aus der Zeit um 1500 an den Pfeilern der Emporen angebracht. Die erste Figur stellt die Mondsichelmadonna der Offenbarung des Johannes dar, die die katholische Auslegungstradition mit der Maria der Evangelien gleichsetzt; auch Martin Luthers Lied Sie ist mir lieb, die werte Magd steht in dieser Tradition. Die zweite Figur stellt die legendäre Katharina von Alexandrien dar. Bei den Figuren handelt es sich um Reste eines Flügelaltars aus der Burgkapelle. Aus der barocken Dorfkirche sind zwei Epitaphien aus der Anfangszeit des Dreißigjährigen Krieges erhalten. Das kleinere von beiden aus dem Jahre 1618 ist typisch für die Renaissance. Es setzt sich aus drei übereinander angeordneten Bildern zusammen. Das untere Bild hat das Format einer Predella. Im darüber liegenden Zentralbild wird die Geburt Christi in antiken Ruinen dargestellt. Das obere Bild zeigt den Auferstandenen als Überwinder von Tod und Teufel. Das größere Epitaph von 1623 trägt bereits barocke Züge. Im Aufbau ähnelt es dem älteren Epitaph. Es trägt aber nur zwei Bilder. Im unteren ist die Stifterfamilie mit der Kreuzigung Jesu dargestellt, im oberen der Besuch der drei Engel bei Abraham.
Adolf Quensen hatte die Kirche ab 1903 mit einer qualitätvollen Bemalung aller Wand- und Deckenflächen ausgestattet. Seit der Übermalung 1958 sind davon nur noch die Bilder der Apostel Petrus und Paulus übrig, die den Altarraum flankieren. Zwischen ihnen spannt sich ein Triumphbogen mit musizierenden Engeln und im Zentrum dem thronenden Christus. Seit 2013 werden weitere Quensen-Darstellungen freigelegt.
Das Relief im Portaltympanon Martin Luther lehrt das Volk schuf Wilhelm Sagebiel. Von ihm stammen auch der Altar mit Kreuzigungsgruppe und die Kanzel mit dem lehrenden Christus, flankiert von Mose und Johannes dem Täufer.
Von den originalen Fenstern waren nur die drei Apsisfenster figürlich gestaltet. Sie wurden im Krieg durch eine Druckwelle zerstört und in den 1950er Jahren durch neue Gestaltungen ersetzt.

## Orgel

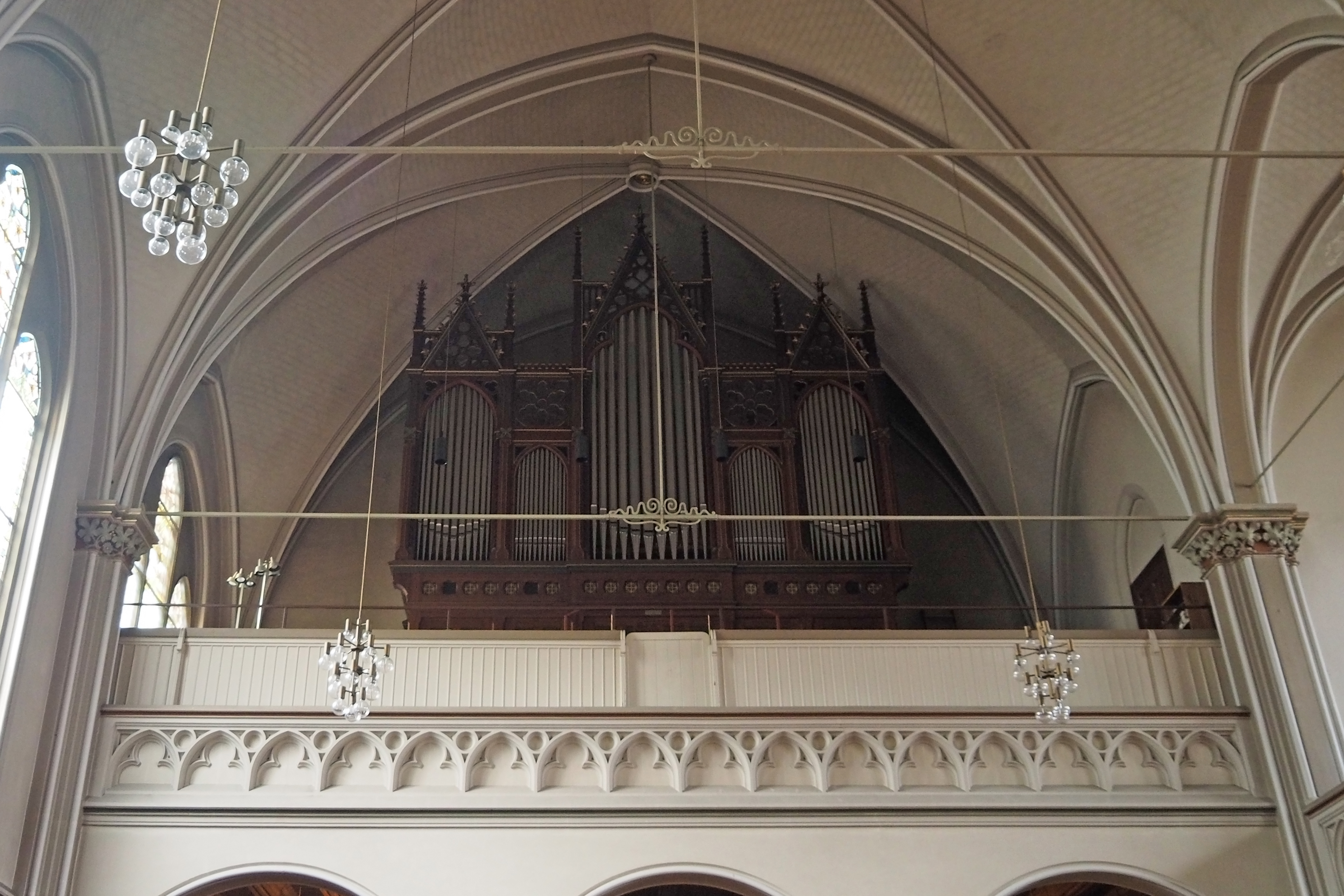
Orgelprospekt seit 1903

Im Jahr 1903 baute Wilhelm Sauer für die Kirche eine Orgel mit 2 Manualen, Pedal und 29 Registern. Das Instrument mit pneumatischen Kegelladen hinter einem neugotischen Prospekt war eine Stiftung der Familie König. Sie hatte folgende Disposition:

| I. Manual (Tasten C–f3) mit 11 Registern: |           |
| Principal                                 | 08′       |
| Bordun                                    | 16′       |
| Flûte Hamonique                           | 08′       |
| Viola da Gamba                            | 08′       |
| Gemshorn                                  | 08′       |
| Lieblich Gedackt                          | 08′       |
| Trompete                                  | 08′       |
| Octave                                    | 04′       |
| Rohrfloete                                | 04′       |
| Rauschquinte                              | 2 ⁄3′, 2′ |
| Cornett III–IV                            |           |

| II. Manual (Schwellwerk; C–f3) mit 10 Registern: |     |
| Geigenprincipal                                  | 08′ |
| Lieblich Gedackt                                 | 16′ |
| Schalmei                                         | 08′ |
| Concertfloete                                    | 08′ |
| Aeoline                                          | 08′ |
| Voix Céleste                                     | 08′ |
| Rohrfloete                                       | 08′ |
| Fugara                                           | 04′ |
| Traversfloete                                    | 04′ |
| Piccolo                                          | 02′ |

| Pedal (C–d1) mit 8 Registern |     |
| Principalbaß 0               | 16′ |
| Violon                       | 16′ |
| Subbaß                       | 16′ |
| Posaune                      | 16′ |
| Oktavbaß                     | 08′ |
| Gedacktfloete                | 08′ |
| Violoncello                  | 08′ |
| Octave                       | 04′ |

Friedrich Weißenborn erweiterte 1951 Umfang und Stimmen des Pedals. Hans-Heinz Blöss erstellte 1963 einen beweglichen Spieltisch mit elektrischer Traktur und stellte 1971 auf mechanische Schleifladen um. Das Pedal wurde auf C-f3 erweitert. 1971 führte Blöß einen durchgreifenden Umbau aus. Die Disposition wurde leicht modifiziert und das Pfeifenwerk neu intoniert. 1974 wurden die Manuale von 54 auf 56 Töne erweitert.

| I. Manual (Tasten C–g3) mit 11 Registern: |       |
| S Principal                               | 08′   |
| + Rohrfloete                              | 08′   |
| S Gemshorn                                | 08′   |
| S Oktave                                  | 04′   |
| + Querfloete                              | 08′   |
| O Quintade                                | 16′   |
| S Oktave                                  | 02′   |
| + Quinte                                  | 2 ⁄3′ |
| + Mixtur IV                               |       |
| + Zimbel III                              |       |
| + Trompete                                | 08′   |

| II. Manual (Schwellwerk; C–g3) mit 11 Registern: |        |
| S Gedackt                                        | 08′    |
| S Rohrfloete                                     | 04′    |
| O Prinzipal                                      | 04′    |
| + Quinte                                         | 2 ⁄3′  |
| + Waldfloete                                     | 02′    |
| + Terz                                           | 1 3⁄5′ |
| + Siffloete                                      | 01′    |
| + Scharf IV                                      |        |
| + Dulzian                                        | 16′    |
| + Oboe                                           | 08′    |
| + Clarine                                        | 04′    |

| Pedal (C–f1) mit 8 Registern |     |
| S Principal                  | 16′ |
| S Subbaß                     | 16′ |
| S Posaune                    | 16′ |
| S Oktavbaß                   | 08′ |
| S Gedackt                    | 08′ |
| S Oktave                     | 04′ |
| O Mixtur IV                  |     |
| + Nachthorn                  | 02′ |

S = Sauerregister; O = aus altem Sauerregister; + = Neubau
Das Klangbild blieb aber unbefriedigend.
Im Jahr 2001 rekonstruierte Christian Scheffler auf dem ersten und dritten Manual weitgehend den ursprünglichen Zustand, der um ein weiteres Manual erweitert wurde.
Die Sauer/Scheffler-Orgel hat folgende Disposition:

| I. Manual (Hauptwerk C–a3) mit 12 Registern |     |
| Bordun                                      | 16′ |
| Principal                                   | 08′ |
| Flûte Harmonique 0                          | 08′ |
| Gamba                                       | 08′ |
| Gemshorn                                    | 08′ |
| Gedackt                                     | 08′ |
| Rohrfloete                                  | 04′ |
| Octave                                      | 04′ |
| Octave                                      | 02′ |
| Cornett III–IV                              |     |
| Mixtur IV                                   |     |
| Trompete                                    | 08′ |

| II. Manual (Positiv C–a3) mit 10 Registern |       |
| Quintatön                                  | 16′   |
| Principal                                  | 08′   |
| Salicional                                 | 08′   |
| Rohrfloete                                 | 08′   |
| Octave                                     | 04′   |
| Flauto Dolce                               | 04′   |
| Nasard                                     | 2 ⁄3′ |
| Piccolo                                    | 02′   |
| Progressio II–IV                           |       |
| Clarinette                                 | 08′   |

| III. Manual (Schwellwerk C–a3) mit 10 Registern |     |
| Lieblich Gedackt                                | 16′ |
| Geigenprincipal                                 | 08′ |
| Koncertfloete                                   | 08′ |
| Gedackt                                         | 08′ |
| Aeoline                                         | 08′ |
| Voix Céleste                                    | 08′ |
| Traversfloete                                   | 04′ |
| Fugara                                          | 04′ |
| Harmonia Aetherea II–III                        |     |
| Oboe                                            | 08′ |

| Pedal C–d1 mit 8 Registern |     |
| Principal 0                | 16′ |
| Violon                     | 16′ |
| Subbaß                     | 16′ |
| Octavbaß                   | 08′ |
| Baßfloete                  | 08′ |
| Cello                      | 08′ |
| Octave                     | 04′ |
| Posaune                    | 16′ |

Die fett gedruckten Register bestehen aus alten Sauerpfeifen. Die kursiv gedruckten Register bestehen aus alten und neuen Pfeifen.
- Koppeln: II/I, III/I, III/II, I/P, II/P, III/P, Tuttikoppel
- Spielhilfen: 1 freie Kombination, 3 feste Kombinationen (p, mf, tutti), Crescendowalze, Rohrwerkstutti, Rohrwerke ab, Walze ab, Handregister ab